# 藤谷美海
藤谷 美海（ふじたに みう、2005年3月9日 - ）は、日本のモデル、タレント、アイドルであり、女性アイドルグループいぎなり東北産のメンバー。山形県出身。スターダストプロモーション所属。

## 略歴
- 小学5年の時に「スターダストプロモーション芸能3部 スクールガールオーディションU-15（2016）」を受けて合格、事務所に所属する[2]。
- 2016年7月3日（小学6年生）、二代目いぎなり東北産（現：いぎなり東北産）に新メンバーとして加入した。
- 2018年、集英社りぼん特大号に4回掲載される。
- 2021年3月6日、藤谷美海 生誕祭 〜第1回 ラッキー藤谷検定〜（@かみのやま温泉 月岡ホテル）を開催[3]
- 2023年3月6日、ABEMA SPECIAL2チャンネルにて配信された「第1回 スタコミュAWARD」にてベストクセスゴ部門の最優秀賞を獲得。
- 2024年3月3日、藤谷美海 生誕祭〜 第2回 ラッキー藤谷キラキラ検定〜（@かみのやま温泉 仙渓園 月岡ホテル）を開催。
- 2024年、ファッション誌『Zipper』2024年春号のアイドルファッション総選挙にて優勝し、2024年夏号にピン企画（いぎなり東北産 藤谷美海とヘンテコFashionの世界 沼れ！ラッキー藤谷の非日常×日常）が掲載された。
- 2025年1月、山形県知事選挙PRモデルに起用された[4]。
- 2025年3月9日、藤谷美海生誕祭 ふじたにじゅっさい☆〜私は私〜（@飛行船シアター）を開催。生誕祭の模様がTBS系列『ニノなのに』（3月26日）で放送された。
- 2025年3月31日、さくらんぼテレビ『めざましテレビ』内のレギュラーコーナー「めざチャレ！ピラティス」（毎週月-金曜7:20頃）に出演を開始。

## 人物
- 愛称は、みうちゃん、こじか、ラッキー（ラッキー藤谷）[5]。
- 趣味は、動画編集[6]、音楽鑑賞、文房具集め。
- 特技は、書道、人を笑わせること[6]、竹取物語 暗唱[7]、スクイーズ作り、動物のものまね[2]。
- 好きな食べ物は、キュウリ、おやつカルパス、豚の生姜焼き[8]、鳥の軟骨[9]。

### モデルとして
小学生の頃からモデルに憧れていて、ファッション雑誌『ニコ☆プチ』を愛読しており、同誌のモデル（プチ㋲）を務める香音に憧れオーディションを受けてスターダストプロモーションに入った。オーディションを受けた手ごたえはなかったが、後日お祭りへ行った帰り道で母に合格連絡の電話があり、合格を知って驚きめちゃくちゃ嬉しかったという。その後りぼん特大号に4回掲載。2023年8月のIDOL RUNWAY COLLECTION Supported by TGCでランウェイを歩いた。2024年にブランド『That's life』のモデルを務め、ファッション誌『Zipper』2024年春号のアイドルファッション総選挙にて優勝し、次の2024年夏号にピン企画「いぎなり東北産 藤谷美海とヘンテコFashionの世界 沼れ！ラッキー藤谷の非日常×日常」が掲載され、2024年秋号では「おしゃれっコたちが魅せる秋のアウターSTYLE」のモデルを務めた。同年夏には佐藤ノアプロデュース香水ブランド「Shefar」ブランドモデルに決定した。
アメリカのファッションや文化が好き。よく派手な洋服を着る藤谷は海外の方のまねをすることが多く「海外の方の服装は粋な発想が多く、すごくおしゃれだ」と語る。アメリカのアニメや映画については、すごく軽い気持ちで見ることができて、楽しく、ハッピーになれて、クスッと笑えて、すごく絵がかわいくて、コミカルなところが好きだという。すごく自信に満ちあふれていて「私を見て！」という堂々とオシャレをしている姿がとってもかっこいいと憧れている。カラフルでポップなアクセサリーが好き。編み物をする。
理想の女性像は、佐々木希や堀北真希みたいな美人でキュートさも秘めてる人。2025年春から『めざましテレビ』内のレギュラーコーナー「めざチャレ！ピラティス」（さくらんぼテレビ 毎週月-金7:20頃）に出演している。

### 山形県産として
いぎなり東北産で唯一の山形県産（山形出身）メンバーである。
東北のおすすめは、山形のだし。好きな食べ物は、きゅうり、おやつカルパス など。言われてうれしい一言は「マジさくらんぼ」。東北楽天ゴールデンイーグルスとのコラボグルメ「楽天モバイルパーク宮城産いぎなりおいしいプレート」に、きゅうりと平田牧場の生ハムをクロワッサンでサンドしたメニューがある。
NHKの東北温泉地応援プロジェクトでは山形県内などの温泉を紹介している。2023年12月2日放送の「大好き♡東北 定禅寺しゃべり亭」（NHK総合 東北ブロック）にて、同じく山形県出身のウド鈴木（キャイーン）と共演した。
自身の生誕祭イベントをかみのやま温泉にて開催したり、いぎなり東北産のイベントをリナワールドで開催することがある。2019年6月にいぎなり東北産のイベント「東北文化遺産をたずねて〜静かにしろい この音が......東北産を甦えらせる〜」を山形市の文翔館にて開催しており、WEB『月刊まっぷる2023年7月号』の「山形推しガイド 後編」でも文翔館を紹介した。WEB『月刊まっぷる 2024年5月号』では「山形県の推しみやげ」として山形県のお土産などを紹介している。
2025年、山形県知事選挙PRモデルに起用された。やまがた未来プロジェクト「キミへ」（山形新聞社）のインタビューでは「有名になって、山形や東北の魅力を世界中に伝え、世界中の人をクスッと笑わせたいですね。」と語っている。

### ラッキー藤谷
「ラッキー藤谷」を名乗ることがあり、いぎなり東北産ではお笑い・ボケも担当している。公式ファンクラブ「いぎなり東北ファン倶楽部」でメンバーコンテンツ「ラッキー藤谷のハッピー娯楽」を更新している。
キャッチコピーは、世界一面白い人。常に面白いことを考える東北産一のムードメーカー。いつもギャグを考えていてダジャレなどを書き留めたネタ帳がある
変顔をライブ中などにすることがよくある。ステージ上で初めて変顔をした際に真顔だった皆産（お客さん）が笑ってくれたのをきっかけに「皆産に笑顔になってほしい」「クスッと笑ってほしい」という思いを込めて変顔をするようになった。「かわいらしさを残した、誰もしたことないオリジナルの変顔をする」目標も掲げている。
いぎなり東北産に加入してすぐの頃は、「アイドルとは、常にかわいいことをしないといけない」という固定観念があり、お笑いのキャラを封印していた。しかし、固定概念のようなアイドル像が絶対というわけではなく、自分がやりたいことをやればファンの方も喜んでくださるんだとだんだん分かってきて、変顔とかを積極的にするようになった。
野球の打順では1-9番のうち「3番」を希望。理由は、「私の人生経験上、この順番（9人中3番目）でおかしいことをしたとしても、後になれば忘れられていくし、記憶に残る方には『何だったんだろう』（私が刺さった）と思わせることができるからです。」とコメントしている。
2023年は「心も体もボケもMCもビジュアルも、去年の自分自身より強くありたい」と目標を掲げ、2023年3月の動画配信サービス「スタコミュ」の表彰式企画「第1回 スタコミュAWARD」にてベストクセスゴ部門の最優秀賞を受賞し、笑いに貪欲なボケ盛りだくさんな配信が藤谷ワールド全開だと評価された。2024年の新年の誓いで「東北産ひとり残らず全員でバラエティー力を上げたい」「私（藤谷）ひとりではなく、（いぎなり東北産）メンバー全員で笑いを取り、私たちを見に来てくださっている皆産を笑いで幸せにできるよう頑張りたいと思います。」と抱負を語った。夢は「世界中の人をクスッと笑わせて見せること」。

### いぎなり東北産として
2016年にオーディションを受け事務所に所属した後、マネージャーから前年8月に結成されたアイドルグループ「いぎなり東北産」へのメンバー入りを打診され、2016年5月22日に母と2人で秋田へ行き「ABSまつり2016」に出演したいぎなり東北産のステージを見学した。ステージの上でみんながキラキラと輝いていて、自分もそんなキラキラした存在になりたいと思った。当時はあまり積極的な性格ではなく、自分に務まるのか不安もあったが、「まずはやってみよう!」と思い加入を決めた。
2016年7月3日（小学6年生）、「二代目いぎなり東北産」（現 いぎなり東北産）に新メンバーとして加入。小学校に通いながら週末は早朝に起きて、山形から仙台に通う日々が始まった。元々歌やダンスは好きでなく、アイドルも好きではなかったため、加入当初は右も左も分からず、慣れない環境で嫌になってしまうこともあったが、皆産（いぎなり東北産のファン）からの手紙やプレゼントに元気や活力をもらっていた。週末に通うことに慣れ、いぎなり東北産が進化していく中、2018年12月30日にワンマンライブ「いぎなり東北大忘年会」（@仙台PIT）があり、ステージから見た1000人を超えるお客さんの景色に鳥肌が立つほど感動し、その頃から「私はずっといぎなり東北産にいたい」「いぎなり東北産でもっといろんな景色を見たい」と思うようになった。
いぎなり東北産でのメンバーカラーは水色 。2017年4月に黄緑から変更された。
いぎなり東北産リーダーの橘花怜は藤谷美海について「みうは芸人です（笑）。面白い一面もありますけど、日々、人のために行動できる本当に心優しい女の子です。実は人見知りだったりネガティブだったり、すごくギャップのある子ですね。とにかく、やるときはやる芸人です（笑）」と解説している。2021年10月に開催された「スタプラアイドルフェスティバル」のシンデレラ決定戦で橘花怜がシンデレラになることを信じ、前日に橘からハマっている食べ物（チーズ）を聞き出し、（橘がシンデレラとなった）イベント終了後に楽屋でチーズをプレゼントして橘をお祝いした。2025年には橘花怜がレッスン後にしなしなになっているときに美海が平泳ぎを披露してすごく元気づけた。
尊敬する人物の一人に「仕事に対する姿勢が素晴らしい」と東北産メンバーの伊達花彩を挙げている。伊達花彩がアイカツプラネット!の主演に抜擢され重圧に押しつぶされそうになっていたときも、美海が花彩と電話したりサバイバル系のゲームを一緒にしたりしてサポートしたという。
いぎなり東北産3rdアルバム「東北産万博」に収録されている、葉月結菜・安杜羽加とのユニット楽曲『トーホク・ラブ・ストーリー 〜恋はいつも突然に〜』ではミュージカル風の曲中でみうおくん役を務めている。

### その他
- 座右の銘は「やる気、元気、根性！！！！！！！！！」。
- 小学生の頃からYouTubeがものすごく好きで、東北出身YouTuberのオガトレやかっつーといぎなり東北産のコラボが決まった時はものすごく嬉しかったという[42]。
- スポーツは習い事で水泳をしていて、平泳ぎが得意で飛び込みが好きだった。陸上のハードルも好き[43]。
- 元気の秘訣の一つは、寝る前に間接照明をつけてお香をたき、たき終わりにはルームミストをして、オルゴールをかけ、電気毛布で暖かくして寝ること[44]。遠征の時は寝る前に聴く楽曲が決まっており、一通り聴き終わったら「夢の国のオルゴール」を聴いて寝るのがルーティンだという[45]。

## 出演

### テレビ
- コアラモード.小幡康裕のガチンコスターダストプラネット #76 （2022年4月26日、フジテレビNEXT）
- 純烈の東北であったまろう旅 山形編（2024年3月30日、NHK総合 東北地方） - 副音声に酒井一圭・番組ディレクターと出演
- Iwateen（NHK総合 岩手県）[46]
  - いぎなりインターン 旅館・客室係 編（2022年10月29日）
  - いぎなりインターン 酪農 編（2023年10月21日）
  - いぎなりインターン 植木屋 編（2023年11月25日）
  - いぎなりインターン バスガイド 編（2025年2月28日）
  - 秋の岩手を楽しむ旅（2024年11月9日） - 大船渡市、矢巾町、盛岡市
- 自 Q 自 A 〜過去の自分から問題です〜（2024年11月11日深夜、テレビ東京）[47]
- みちたん〜ああ!すばらしきセカイ〜（2024年12月28日、NHK総合 東北地方） - 岩手県岩泉町で商店街の悩みを解決
- ニノなのに（2025年3月26日、TBS系列）[48]
- めざましテレビ（2025年3月31日 - 、さくらんぼテレビ） - 毎週月-金曜7:20頃のレギュラーコーナー「めざチャレ！ピラティス」[49][50]
- 沼にハマってきいてみた（2025年6月7日、NHK Eテレ）[51]

### ラジオ
- 下北FM「DJ Tomoaki's Radio Show!」（2022年3月10日・4月14日・10月27日・2023年6月22日・2024年10月3日 ほか） - アシスタントMC
- 東海ラジオ「angelaのsparking!talking!show!」（2024年10月13日、ラジオ関西は10月12日放送）
- ニッポン放送「超ときめき♡STYLE」（2025年1月27日・2月3日・6月30日）

### 雑誌
- りぼん（2018年、集英社） - 2月超特大号[52]、6月特大号、10月特大号、12月特大号に掲載
- やまがた未来プロジェクト「キミへ」（2022年2月1日発行、山形新聞社）[19]
- IDOL AND READ 035（2023年7月21日、シンコーミュージック）
- VVmagazine Vol.117（2024年3月29日、ヴィレッジヴァンガード）
- IDOL FILE Vol.33（シンコーミュージック・エンタテイメント、2024年9月20日）
- Zipper（祥伝社）
  - 2024年春号（2024年3月29日）[53] - アイドルファッション総選挙にて優勝
  - 2024年夏号（2024年5月29日） - ピン企画「いぎなり東北産 藤谷美海とヘンテコFashionの世界 沼れ！ラッキー藤谷の非日常×日常」
  - 2024年秋号（2024年9月28日） - おしゃれっコたちが魅せる秋のアウターSTYLE
- 月刊山形ZERO☆23 2025年4月号（2025年3月27日、アサヒマーケティング） - 25th ANNIVERSARY MESSAGE
- JUNON 2025年8月号（2025年6月20日、主婦と生活社）
- ihme issue18【イフミー】（Whimsical） Beyond Awakening（2025年6月25日、ソポブックス）

### モデル
- IDOL RUNWAY COLLECTION Supported by TGC（2023年8月8日、国立代々木競技場 第二体育館） Zipper STAGE
- ブランド『That's life』（2024年）

### CM
- 昭和ドライバーズカレッジ（2020年）[54] - 伊達花彩と出演
- 山形県知事選挙PRモデル（2025年、山形県選挙管理委員会）[55] - テレビ・ラジオ・新聞・インターネット など

### WEB
- いっきゅうオンデマンド（2020年7月2日・6日、YouTube）[2][34]
- やかんとアイドル（2022年10月17日、YouTube）[56]
- 阿部菜々実の友達をつくりたい（仮）（2022年12月17日公開、YouTubeイービーンズチャンネル）[57]
- 第1回 スタコミュAWARD ベストクセスゴ部門 最優秀賞（2023年3月6日、ABEMA SPECIAL2チャンネル）[58][30] - 藤谷ワールド全開! 笑いに貪欲なボケ盛りだく産配信! として
- 柚姫の部屋（2023年6月26日、YouTube）
- 第2回 スタコミュAWARD（2024年7月30日、ABEMA SPECIAL2チャンネル）
- 食のライブコマースfoove（2025年3月17日） - コラボいぶりがっこ

### イベント
- アイふた vol.41（2023年6月27日、渋谷LOFT9）
- 東京やかんランド vol.3「鶯谷のばら」（2023年9月6日、東京キネマ倶楽部） - マリー・アントワネット 役
- 「里菜と池田のイケティるTV」出張版（2024年12月24日、西新宿ナルゲキ）
- 青葉ひなり生誕フェス（2025年1月19日、Spotify O-WEST）
- 葵るり生誕ソロライブ『幸せの葵るり〜♡わたしらしさ♡〜』（2025年7月19日、Veats Shibuya） - ゲスト